# Hallomenus adumbratus
Hallomenus adumbratus là một loài bọ cánh cứng trong họ Tetratomidae. Loài này được Roubal miêu tả khoa học đầu tiên năm 1922.